# Горишница
Горишница (словен. Gorišnica) је насеље и управно средиште истоимене општине Горишница, која припада Подравској регији у Републици Словенији.
До територијалне реорганизације у Словенији налазила се у саставу старе општине Птуј.
По попису становништва из 2011. године, насеље Горишница имало је 788 становника.